# Cornuscoparia
Cornuscoparia är ett släkte av skalbaggar. Cornuscoparia ingår i familjen långhorningar.
Kladogram enligt Catalogue of Life:
| Cornuscoparia | \| \| Cornuscoparia annulicornis \| \| \| \| \| \| Cornuscoparia meeki \| \| \| \| \| \| Cornuscoparia ochracea \| \| \| \| \| \| Cornuscoparia schlaginhaufeni \| \| \| \| |
|               | \| \| Cornuscoparia annulicornis \| \| \| \| \| \| Cornuscoparia meeki \| \| \| \| \| \| Cornuscoparia ochracea \| \| \| \| \| \| Cornuscoparia schlaginhaufeni \| \| \| \| |
|               | Cornuscoparia annulicornis |
|               | |
|               | Cornuscoparia meeki |
|               | |
|               | Cornuscoparia ochracea |
|               | |
|               | Cornuscoparia schlaginhaufeni |
|               | |